# Andrzej Kucharski (polityk)
Andrzej Jan Kucharski (ur. 1 stycznia 1946 w Rzeszowie, zm. 21 stycznia 2015 tamże) – polski polityk i związkowiec, działacz opozycji demokratycznej w PRL.

## Życiorys
Syn Edwarda i Eleonory. Studiował na Akademii Górniczo-Hutniczej w Krakowie, został relegowany z uczelni wskutek udziału w wiecach studenckich w marcu 1968. Od 1968 do 1970 odbywał zasadniczą służbę wojskową, następnie pracował w Rzeszowie w Przedsiębiorstwie Instalacji Przemysłowych Instal oraz od 1973 w Inwestprojekcie. We wrześniu 1980 przystąpił do Komitetu Założycielskiego NSZZ „Solidarność” w miejscu pracy, współorganizował także Miejski Komitet Założycielski „S” w Rzeszowie oraz pomoc dla internowanych w stanie wojennym. W okresie od 20 lutego do 1 sierpnia 1982 internowany w ośrodku odosobnienia w Załężu, ponownie aresztowany od maja do sierpnia 1984 (wypuszczono go na mocy amnestii). Został współorganizatorem rzeszowskich struktur Solidarności Walczącej, koordynował kontakty tamtejszej SW z innymi ośrodkami miejskimi. Współredaktor biuletynu „Informator Rzeszowski” (marzec–lipiec 1983) oraz organu prasowego rzeszowskiej SW pt. „Galicja” (1984–1989), w 1982 wstąpił podziemnego Porozumienia Prasowego Solidarność Zwycięży. Od sierpnia do listopada 1984 redagował audycje w podziemnym Radiu Wolna Polska. W okresie PRL rozpracowywany przez służby w ramach kilku akcji. Poddawany był wielokrotnym zatrzymaniom na 48 godzin i rewizjom, łącznie pięciokrotnie skazywany na karę grzywny przez kolegia do spraw wykroczeń oraz objęty zakazem wyjazdu za granicę.

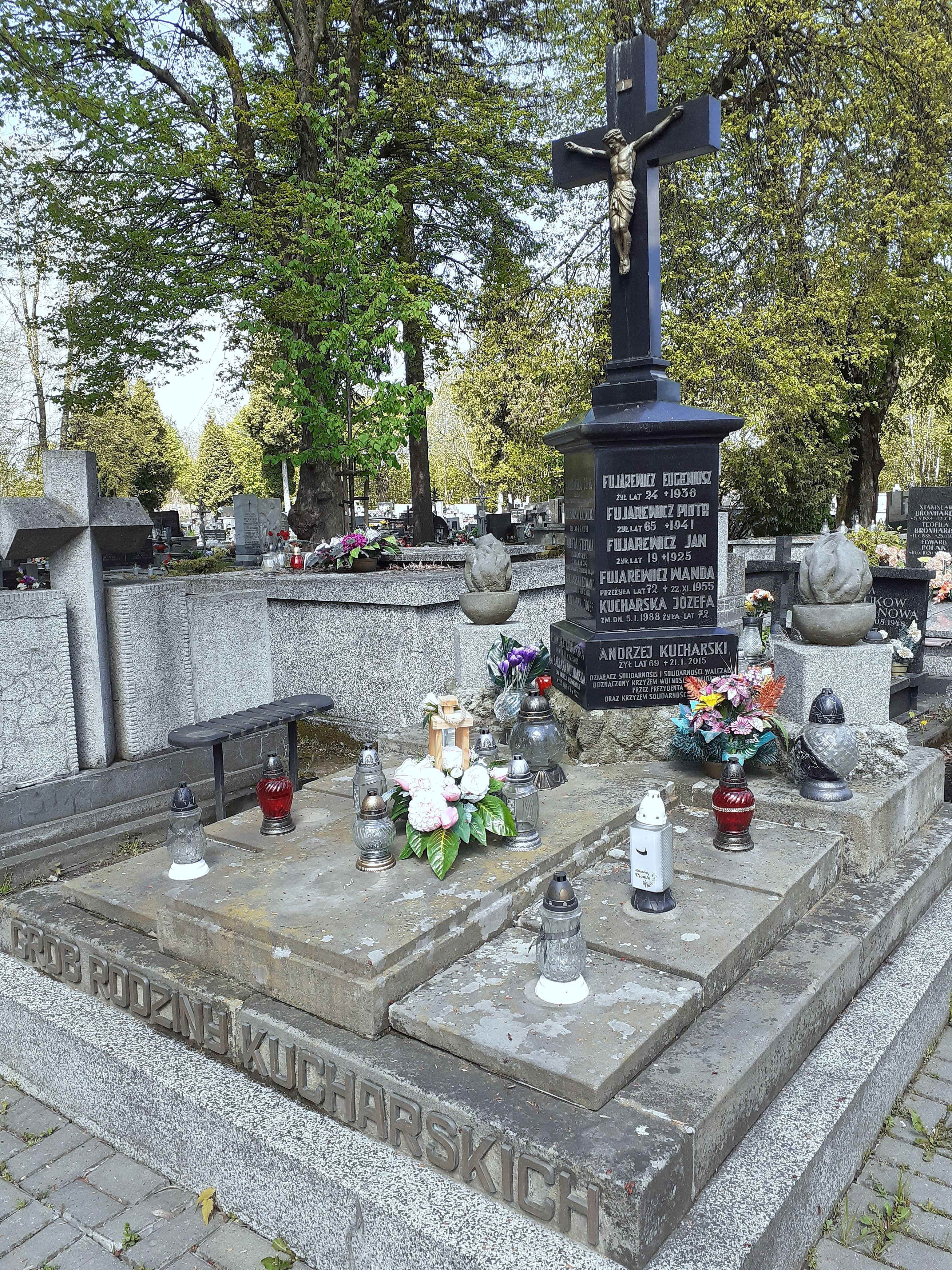

W 1989 należał do przeciwników obrad Okrągłego Stołu oraz przeprowadzenia wyborów 4 czerwca. Od jesieni 1989 należał do Rzeszowskiego Komitetu Obywatelskiego „Solidarności”, w 1990 był jego ostatnim sekretarzem. Został przewodniczącym struktur „Solidarności” w Inwestprojekcie oraz delegatem na Wojewódzki Zjazd Delegatów. Pomiędzy 1990 a 1993 był bezrobotny, następnie do 2000 prowadził własne przedsiębiorstwo. W kolejnych latach po przebytej operacji serca pozostawał bez środków do życia, następnie pracował w firmie budowlanej, po czym w 2006 przeszedł na rentę i emeryturę. Zaangażował się także w działalność polityczną. W 1990 współorganizował lokalny oddział Porozumienia Centrum, od 1992 działał w Ruchu Trzeciej Rzeczypospolitej. Od 1995 do 1997 kierował rzeszowskimi strukturami Ruchu Odbudowy Polski, w wyborach w 1997 otwierał tamtejszą listę okręgową ROP. Od 1997 do 2000 szefował strukturom w Rzeszowie i należał do władz krajowych Ruchu Katolicko-Narodowego.
W 2014 został odznaczony Krzyżem Wolności i Solidarności.
Został pochowany na Cmentarzu Pobitno w Rzeszowie.